# Santa Marta do Bouro
Santa Marta do Bouro (oficialmente, Bouro (Santa Marta)) é uma freguesia portuguesa do município de Amares, com 9,50 km² de área e 427 habitantes (censo de 2021) A sua densidade populacional é 44,9 hab./km²
Foi vila e sede de concelho até 1855. Era constituído pelas freguesias de Goães, Santa Marta do Bouro, Seramil, Vilela, Santa Isabel do Monte e Valdosende. Tinha, em 1801, 2 475 habitantes. Após as reformas administrativas do início do liberalismo foram-lhe anexadas as freguesias de Dornelas, Paredes Secas, Bouro (Santa Maria) e Rio Caldo. Tinha, em 1849, 5 210 habitantes.

## Demografia
A população registada nos censos foi:
| Distribuição da População por Grupos Etários | Distribuição da População por Grupos Etários | Distribuição da População por Grupos Etários | Distribuição da População por Grupos Etários | Distribuição da População por Grupos Etários |
| -------------------------------------------- | -------------------------------------------- | -------------------------------------------- | -------------------------------------------- | -------------------------------------------- |
| Ano                                          | 0-14 Anos                                    | 15-24 Anos                                   | 25-64 Anos                                   | > 65 Anos                                    |
| 2001                                         | 100                                          | 97                                           | 265                                          | 103                                          |
| 2011                                         | 65                                           | 62                                           | 247                                          | 116                                          |
| 2021                                         | 43                                           | 46                                           | 203                                          | 135                                          |